# Ingrid Bergman (rose)
'Ingrid Bergman' est un cultivar de rosier hybride de thé obtenu en 1984 au Danemark par la maison Poulsen,. Elle a été primée comme rose favorite du monde en 2000 et compte parmi les grands succès des catalogues mondiaux. Elle doit son nom à l'actrice suédoise Ingrid Bergman (1915-1982).

## Description
'Ingrid Bergman' est une rose moderne hybride de thé remontante, issue de 'Precious Platinum' (Patrick Dickson, 1974). Le buisson a un port érigé de 60 cm à 100 cm et une largeur de 60 cm à 65 cm. Son feuillage est vert foncé et vernissé semi-brillant. 
La fleur peu parfumée arbore une couleur rouge sang à rouge foncé bien prononcée, ce qui en fait une des favorites des catalogues du monde entier. Elle est pleine et de grande dimension de 4,75 cm de diamètre à 12 cm de diamètre et comprend de 26 à 40 pétales. La floraison est abondante avec une première vague à la fin du printemps. Elle est idéale pour les fleurs à couper.

## Culture
Elle tolère la mi-ombre, mais préfère une situation ensoleillée en terre pas trop humide (à cause de la maladie des taches noires). Elle est vigoureuse et supporte les hivers rigoureux (zone 4b à -30°). Il faut supprimer les fleurs fanées pour stimuler la prochaine floraison et tailler deux fois par an: la taille d'entretien se réalise en novembre et la taille de formation de l'arbuste a lieu en mars. Pour les régions froides, avant les fortes gelées, il faut buter le pied. 

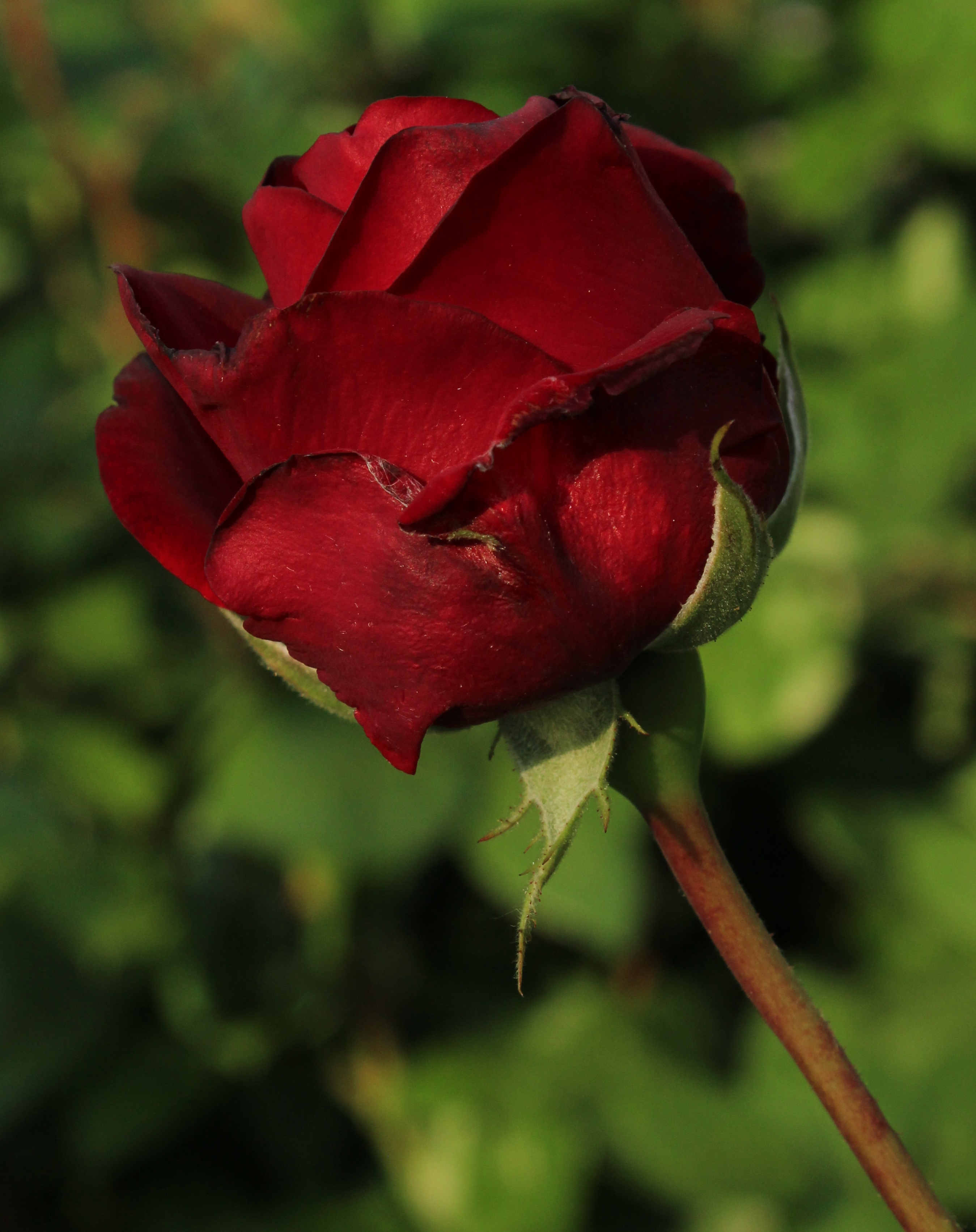
Bouton de la rose 'Ingrid Bergman'
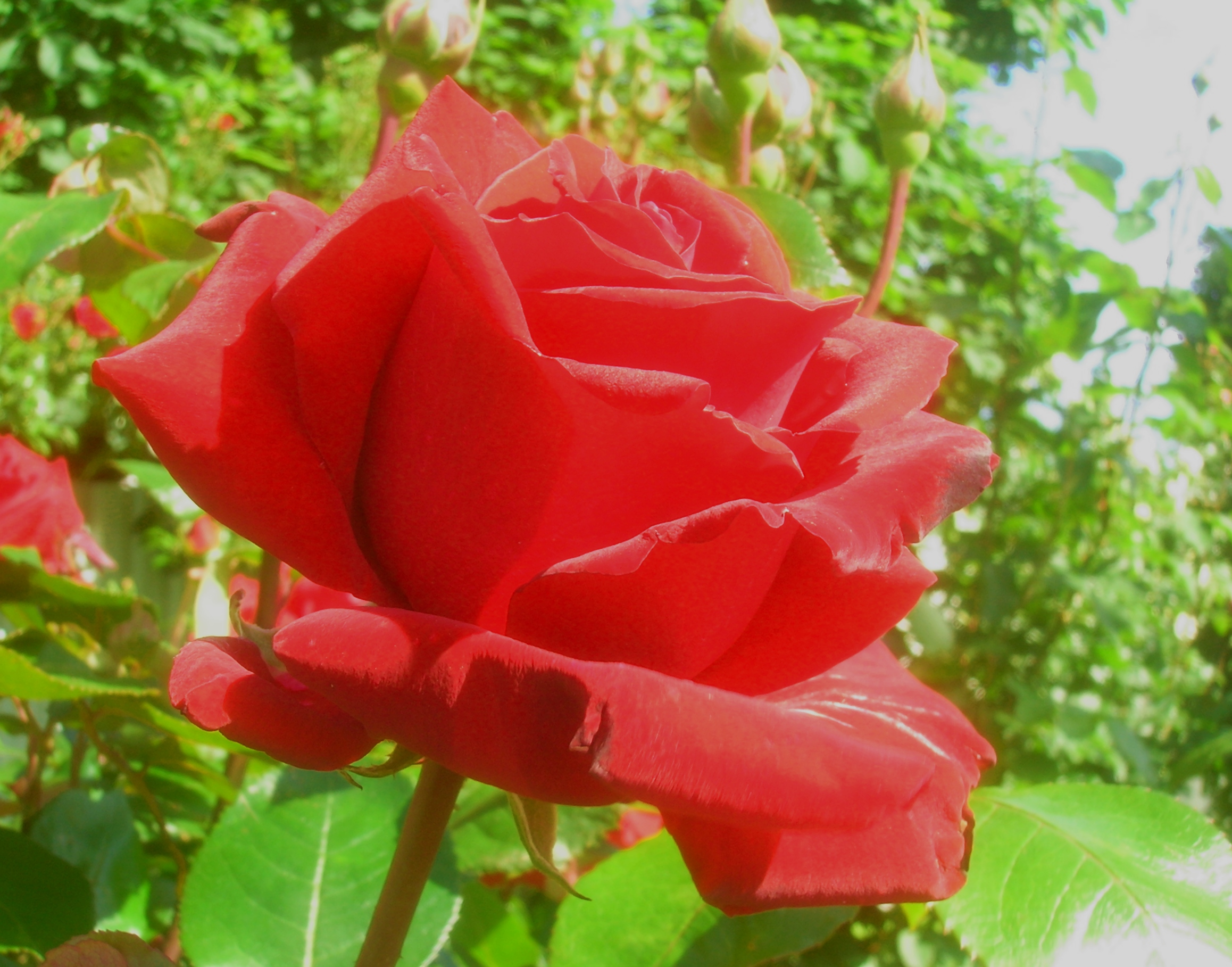
'Ingrid Bergman'
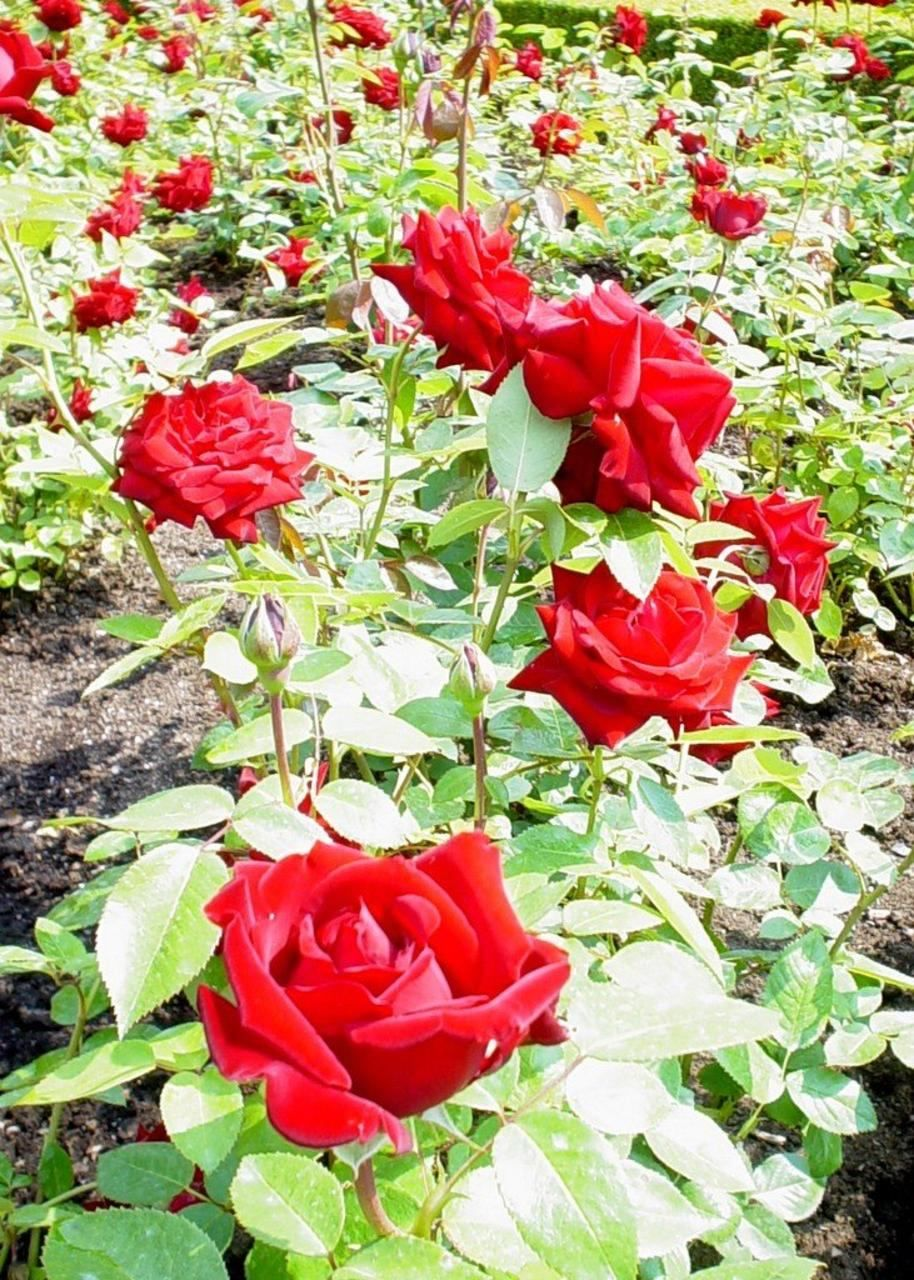
'Ingrid Bergman'

## Descendance
'Ingrid Bergman' a donné naissance entre autres à 'Opening Night' (Dr Keith W. Zary, 1988) par croisement avec 'Olympiad'.

## Distinctions
- RNRS Trial Ground Certificate 1983.
- Médaille d'argent de Genève 1984.
- Médaille d'argent de Rome 1984.
- Médaille d'or de Belfast 1985.
- Médaille d'or de Copenhague 1986.
- Médaille d'or de Madrid 1986.
- Médaille d'or de La Haye 1987.
- New Zealand Certificate of Merit 1987.
- Rose favorite du monde 2000.

## Bibliographie

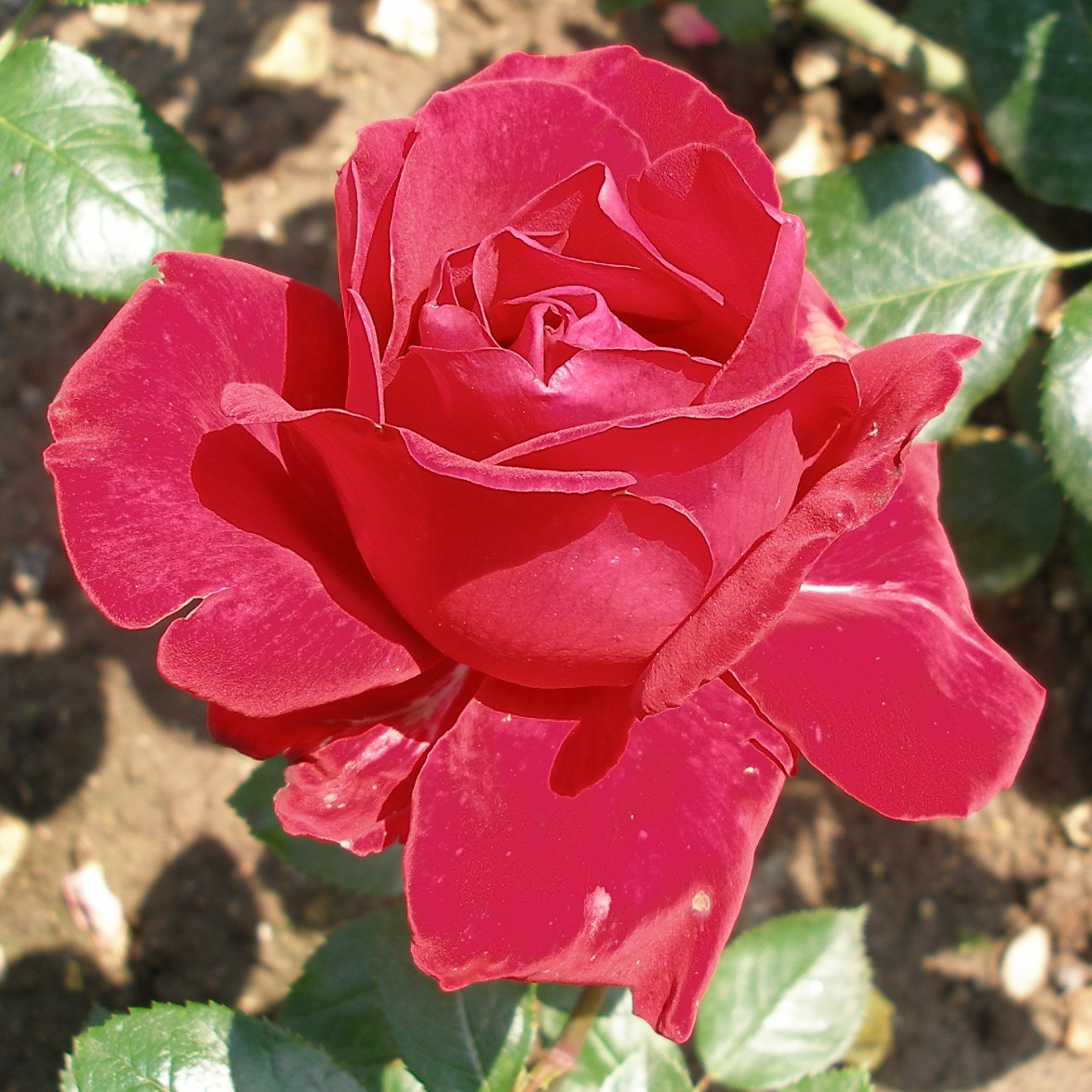
Rose 'Ingrid Bergman'.